# Esterloh
Esterloh (auch Österloh) ist ein kleiner Ort, statistisch ein Weiler, in der Gemeinde St. Pantaleon im Bezirk Braunau am Inn in Oberösterreich.

## Geographie
Esterloh besteht aus drei etwas voneinander abgesetzten Häusergruppen entlang der Frankinger Landesstraße (L 504) zwischen den Sankt Pantaleoner Ortsteilen Trimmelkam und Eiferding. Der Ort wird statistisch teilweise zur Ortschaft Wildshut und teilweise zur Ortschaft Trimmelkam gezählt, liegt aber im Gesamten in der Katastralgemeinde Wildshut.

## Geschichte

### Namensherkunft
Die ursprüngliche Bedeutung des Ortsnamens erscheint unklar. Die Bezeichnung Esterloh ließe sich als Zusammensetzung aus den mittelhochdeutschen Wörtern ester ‚Feld-, Weidegatter‘ und lôch bzw. lôh ‚Gebüsch, Gehölz, Hain, Wald‘ deuten. Demnach würde die ursprüngliche Namensgebung der Stelle ‚beim Gatter am Gebüsch‘ oder dergleichen bedeuten, was für einen Wohnplatz wenig wahrscheinlich anmutet. Würde sich hingegen -loh von ebenfalls mittelhochdeutsch loch ‚versteckter Wohnort; Gefängnis‘ herleiten, käme eine ebenso fragwürdige Bedeutung von ‚heimlicher Wohnort, Zwangsbehausung beim Weidegatter‘ oder Ähnliches in Frage.
Möglicher erscheinen zwei andere Deutungen: Zum einen, dass es sich bei ester um eine entrundete Form von öster ‚östlich liegend‘ handelt (vgl. die ebenfalls bestehende Aussprachvariante Österloh), womit der Platz als ein Ort ‚beim östlichen Hain‘ oder ähnlich gelten würde. Plausibel erscheint zum anderen auch die Interpretation, dass ester vom mittelhochdeutschen Adjektiv esteriche ‚dicht belaubt‘ herkommt, und damit die Ortsangabe ursprünglich ‚beim dicht belaubten Hain, beim dichten Wald‘ bedeutete.
Die Vermutungen einer mittelhochdeutschen Herkunft lassen den Schluss zu, dass die Gegend zumindest seit dem Mittelalter besiedelt oder mit anderem Bezug von Bedeutung gewesen sein dürfte.

## Wirtschaft
Esterloh ist heute noch immer ländlich strukturiert, doch die ortsansässigen landwirtschaftlichen Betriebe wurden aufgelassen.

## Kultur und Bauten
- Große Kapelle zu Esterloh (auch Laimer-Kapelle)

## Verkehr
Von Esterloh führen von der Frankinger Landesstraße abzweigende Gemeindestraßen zur nächstgelegenen Vorderberger Siedlung und zum Weiler Söllham sowie ein Güterweg über den Bichlinger Berg nach Bichling. Vormals existierende direkte Wegverbindungen zur Ortschaft Stockham und zum Piracher Holz an der St. Pantaleoner Landesstraße bestehen nicht mehr.
Nächstgelegene Bahnhaltestelle ist die vom südlichsten Teil Esterlohs rund 1 km entfernte Station Eiferding der Salzburger Lokalbahn, die stündlich, teilweise halbstündlich von Zügen nach Ostermiething, Bürmoos und Salzburg bedient wird.